# Unterseeboot UD-4
Le Unterseeboot UD-4 ou UD-4 est un sous-marin (U-Boot) allemand de la classe O 21. Il a été déposé sous le nom de sous-marin néerlandais K XXVI et renommé HNLMS O 26 ou Hr.Ms. O 26, mais il a été capturé lors de l'invasion allemande des Pays-Bas pendant la Seconde Guerre mondiale et mis en service dans la Kriegsmarine pendant la Seconde Guerre mondiale.

## Histoire

### Construction et mise en service
La pose de la quille du bateau a eu lieu le 20 avril 1939 au chantier naval Rotterdamsche Droogdok Maatschappij à Rotterdam. À l'origine, le numéro du bateau était K XXVI, mais il a été changé en O 26 avant le lancement. En tant que sous-marin de série O, il était destiné à être utilisé dans les eaux européennes, alors que la série K étaient utilisés en Inde néerlandaise.
Il s'agissait du type de navire de la classe O 21 conçu pour sept bateaux, dont quatre furent plus tard utilisés par les Alliés et les trois autres comme sous-marins proies allemands. La construction hollandaise était moderne, entre autres choses, elle disposait déjà d'un Schnorchel et d'un canon de 40 mm qui pouvait être descendu dans un compartiment étanche - des détails que les Allemands ont copiés pour leurs sous-marins électriques des classes XXI et XXIII.

### Seconde Guerre mondiale
Lorsque la Wehrmacht allemande envahit les Pays-Bas le 10 mai 1940, le sous-marin O 26 n'était pas encore complètement terminé dans le chantier naval. Bien que le personnel du chantier naval ait tenté de couler le bateau, qui était encore dans la forme, l'occupation allemande étonnamment rapide de la rive sud de la Meuse le 14 mai a contrecarré cette tentative. Deux sous-marins jumeaux, le O 25 et le O 27, toujours en construction, sont également devenus des butins allemands. Tous trois ont ensuite été complétés et mis en service par la Kriegsmarine sous les numéros U-D3 (ex O 25), U-D4 (ex O 26) et U-D5 (ex O 27). Avec ces sous-marins, la Kriegsmarine a également capturé le Schnorchel, qui avait déjà été installé dans la marine néerlandaise sur les sous-marins O 19 et O 20.
Les Allemands ont décidé de le compléter. Le lancement a eu lieu le 23 novembre 1940. Il sert dans la Kriegsmarine en tant que UD-4 et est mis en service le 28 janvier 1941, sous le commandement du Korvettenkapitän Helmut Brümmer-Patzig.
De janvier à avril 1941, le UD-4 a servi de bateau-école à Kiel lorsqu'il a été rattaché à la 1. Unterseebootsflottille. Au départ, des essais ont été entrepris pour tester le Schnorchel, mais ils ont finalement été annulés (contrairement aux souhaits du concepteur de sous-marins allemand Christoph Aschmoneit), car cette technique était considérée comme inapplicable dans l'Atlantique Nord rude. Les Schnorchel ont été retirés sur les trois sous-marins de classe O 21 capturés. Le UD-4 n'a ensuite servi que de bateau d'essai et de bateau-école, probablement en raison de ses nombreux défauts.
En mai, il a été transféré à la 3. Unterseebootsflottille, également à Kiel, où il a servi de bateau d'essai. Il y est resté jusqu'en juillet de cette année-là. En août 1941, le bateau est transféré à la 5. Unterseebootsflottille, également à Kiel, où il est utilisé comme bateau-école jusqu'en décembre 1942. En janvier 1943, le UD-4 fut transféré à Gotenhafen où il servit de bateau-école pour la 24. et la 27. Unterseebootsflottille. En juillet 1944, il a été utilisé pour tester le ravitaillement en carburant sous l'eau du bateau de ravitaillement U-490, de type XIV nommé  « vache-à-lait » (Milchkuh). Il a ensuite été converti en sous-marin-citerne et a servi à l'entraînement des équipages de sous-marins au ravitaillement en carburant sous l'eau. À la fin de 1944, environ 220 exercices de ce type ont été effectués. De janvier à mars 1945, il a été basé à Hela et transféré à la 18. Unterseebootsflottille où il a servi de bateau-école.
Le 19 mars 1945, le UD-4 est mis hors service et le 3 mai 1945, le bateau est sabordé à Kiel par les allemands.

## Commandants
Ayant été capturé avant sa mise en service, il n'a pas eu de commandements néerlandais, mais le UD-4 a été commandé sous les couleurs de la Kriegsmarine
- Korvettenkapitän (Krvkpt.) Helmut Brümmer-Patzig de janvier 1941 à octobre 1941
- Korvettenkapitän (Krvkpt.) Rudolf von Singule d'octobre 1941 à avril 1942
- Kapitänleutnant (Kptlt.) Hinrich-Oscar Bernbeck d'avril 1942 à mai 1942
- Kapitänleutnant (Kptlt.) Hinrich-Oscar Bernbeck de juin 1942 à décembre 1942
- Korvettenkapitän (Krvkpt.) Friedrich Schäfer de mars 1943 à novembre 1944
- Kapitänleutnant (Kptlt.) Fritz Bart de novembre 1944 à mars 1945

## Flottilles
- 1. Unterseebootsflottille à Kiel de janvier 1941 à avril 1941 (navire école)
- 3. Unterseebootsflottille à Kiel de mai 1941 à juillet 1941 (navire d'essai)
- 5. Unterseebootsflottille à Kiel d'août 1941 à décembre 1942 (navire école)
- 27. Unterseebootsflottille à Gotenhafen de janvier 1943 à novembre 1944 (navire école)
- 24. Unterseebootsflottille à Gotenhafen de novembre 1944 à janvier 1945 (navire école)
- 18. Unterseebootsflottille à Hela de janvier 1945 à mars 1945 (navire école)

## Patrouilles
Le UD-4 n'a effectué aucune patrouille pendant son service actif.

## Palmarès
Le UD-4 n'a ni coulé, ni endommagé de navire pendant son service actif.